# Slagslunde Kirke
Slagslunde Kirke ligger i den østlige udkant af Slagslunde ca. 11 km SØ for Frederikssund (Region Hovedstaden). Præster ved kirken er Malene Graeser-Greve (2014) og Christian Gottlieb (2021). Da Slagslunde Kirke og Ganløse Kirke ligger i samme pastorat, deler kirkerne både præster og kirkehandlinger.

## Eksterne kilder og henvisninger
- Slagslunde Kirke hos KortTilKirken.dk
- Slagslunde Kirke hos danmarkskirker.natmus.dk (Danmarks Kirker, Nationalmuseet)